# 鍾肇政
鍾肇政（四縣腔： Zungˊ  seu-ziin，1925年1月20日—2020年5月16日），台灣小說作家，為台灣客家人，生於日治時期臺灣新竹州大溪郡龍潭字九座寮（今屬桃園市龍潭區）。在台尊稱其為台灣文學之母，與賴和相互輝映。
鍾肇政曾任國民小學教師、私立東吳大學東方語文學系講師、台灣客家公共事務協會理事長、總統府資政。
鍾肇政長年筆耕不輟，在台灣文壇與葉石濤齊名，兩人被並稱為「北鍾南葉」。桃園市政府文化局已出版《鍾肇政全集》38冊。長子鍾延豪也是作家，1985年因車禍去世，生前出版短篇小說集《金排附》及《華西街上》。鍾肇政也是「支持調降文言文比例，強化台灣新文學教材」共同發起人。
2020年5月16日晚間7時於家中過世，當晚客家委員會在facebook專頁發文悼念，並稱他為「台灣創作力最旺盛的文學家」，總統蔡英文於6月14日告別式上追頒一等景星勳章暨頒贈褒揚令。

## 生平
鍾肇政父親是龍潭客家人，母親則是中壢福佬人，父親因經商的緣故，曾在臺北大稻埕度過一段童年，因為生活環境使然，反而比較熟悉閩南話，八歲返回父親故鄉龍潭之後，重新獲得熟稔客家話的機會。
早年入讀淡江中學、彰化青年師範學校畢業，兵役期間因高燒不退造成聽力障礙。戰後就讀台大中文系僅兩天即輟學。原因之一為聽力障礙，上課時須將桌椅搬到教授旁邊才能聽課；然而，因教授口音而難以適應。另一原因為考進台大中文系後，才發現課程內容多是四書五經、唐宋八大家等，而鍾肇政感興趣的是現代文學。
1951年第一篇文章『婚後』，刊登於《自由談》雜誌，燃起寫作興趣，從此勤奮筆耕。1960年第一部長篇小說《魯冰花》發表於《聯合報》，1961年又發表《濁流三部曲》大河小說──「濁流」、「江山萬里」、「流雲」，開啟台灣大河小說創作第一人。1964年起撰寫另一部大河小說《臺灣人三部曲》──「沉淪」、「滄溟行」、「插天山之歌」，歷時十年。另外還有《高山三部曲》（高山組曲）、《怒濤》等大河小說，是台灣首位完成大河小說的作家，也是唯一完成四部者，合計其它作品共有長篇小說23部。
在文學活動方面，1957年至1958年鍾肇政與陳火泉、廖清秀、鍾理和、李榮春、施翠峰、許炳成（筆名：文心）等一群熱心文學創作的台籍作家，發行一份油印性小型文學刊物，名為「文友通訊」。當時許多日治時期的省籍作家都面臨著語言轉換的困難，默默地重頭學起中文寫作，在1950年代的文壇上也被擠壓到「邊緣再邊緣」的位置，「他們需要互相鼓勵與互助，更渴求友情的慰藉。」鍾肇政遂決定發起該同仁刊物。該刊主要的作用在：刊登同仁已發表之作供其他成員評閱、刊登同仁評論其他作家作品的文章、告知徵文訊息及同仁的動態。這份刊物的壽命雖然很短，但是發起這份刊物的台籍作家卻在編輯、傳閱刊物的過程中，形成一股向心力，也就是成員相互之間的凝聚感；這樣的凝聚感對照當時政治肅殺、人人自危的情況，顯得突出、可貴。1958年9月，在白色恐怖的壓力之下，《文友通訊》在發行了一年四個月之後，宣告停刊。
鍾氏雖常被刻版印象視為「鄉土文學」作家，早期確也有不少鄉居作品，但他曾說：「我心中唯有文學，台灣文學而已，故對『鄉土文學』四字毫無興趣。」實際上他對於情慾的描寫亦周到，也是鍾氏作品中常見的部份。其在2002年更以七旬高齡著手寫作《歌德激情書》，以描繪德國文豪歌德內心的情慾世界。《八角塔下》則描寫了日治時期在淡江中學度過的五年學生生活。

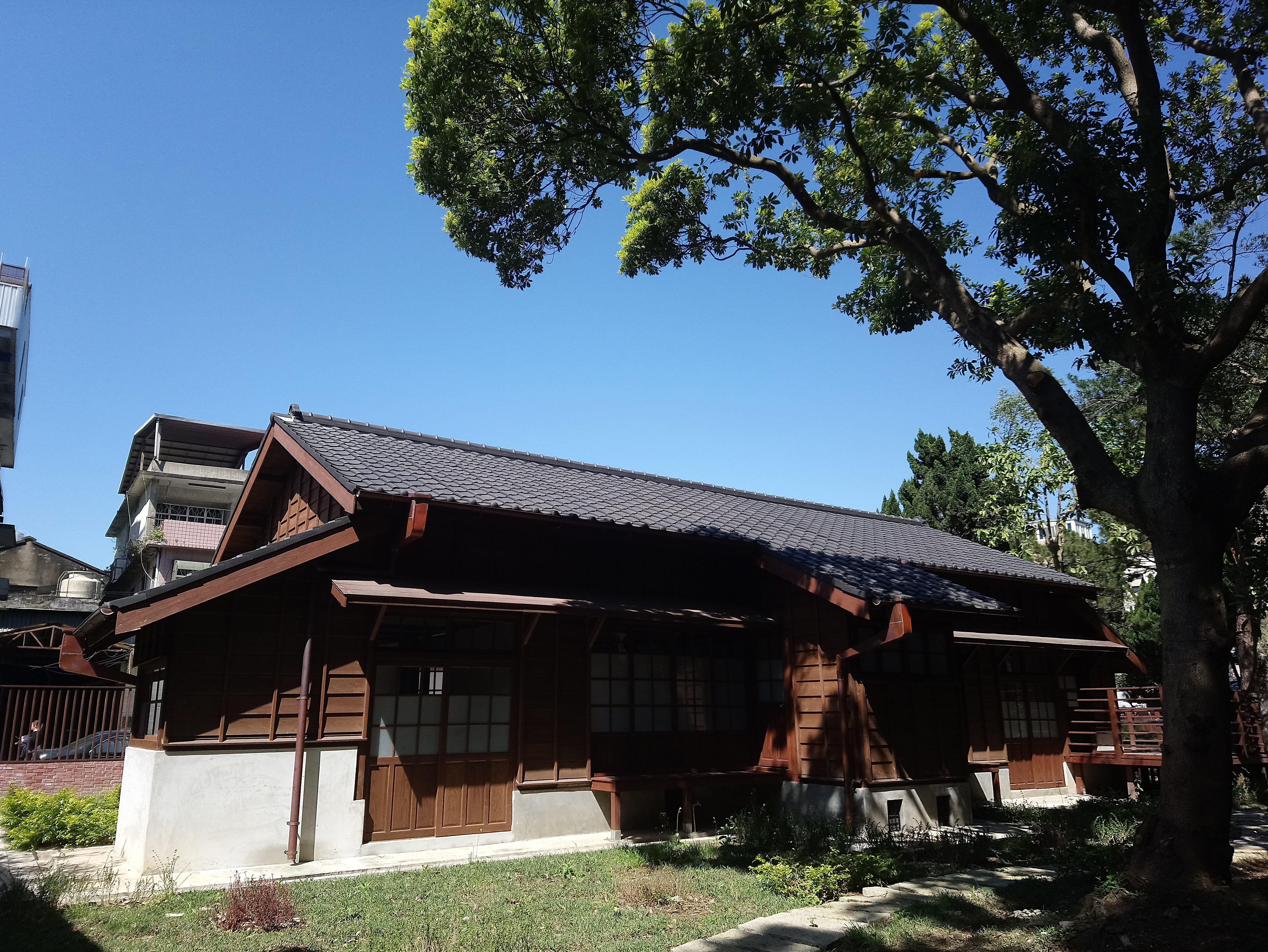
龍潭國小日式宿舍，鍾肇政文學生活園區駐地工作站

2011年9月，龍潭國小獲得經費將大幅改建學校，並拆除包括鍾肇政任職國小教師時所住過的日式宿舍群計七間，鍾肇政兒子鍾延威獲悉後，緊急向政府提出保存鍾肇政曾居住過的龍潭國小大門東側南龍路5號（後門牌重編為11號）日本宿舍。鍾延威指出，鍾肇政居住此宿舍期間，完成《魯冰花》、《台灣人三部曲》等多部重要作品，亦是終戰乃至其後十數年間，台灣作家聚會、來往的重要場域，研究台文學史的學者張良澤教授譽為「戰後臺灣文學發祥地」，是台灣文學史上最重要文學空間。鍾延威保存宿舍之議立即引起廣大迴響及政府重視，最後以歷史建築「龍潭國小日式宿舍」的身分保留下來。此後，桃園縣政府文化局委託中原大學在原址成立「龍潭文學館籌備工作站」，以辦理客委會所補助的「看見文學身影‧魯冰花─龍潭文學敘事空間調查計畫」，籌備工作站於2013年1月14日正式成立。2015年，因未來館舍名稱確定為「鍾肇政文學生活園區」，故名稱更名為「鍾肇政文學生活園區駐地工作站」。
2015年，桃園市政府文化局辦理「大河長流：鍾肇政文學獎」，由桃園市長鄭文燦與鍾肇政主持啟動儀式。同年獲台大傑出校友。2016年，獲第35屆行政院文化獎。

## 公眾事務參與
創作之餘，鍾肇政也積極彰顯台灣前輩作家的成就。從1970年代末起，他先後參與推動不少台灣作家紀念館的活動，關心文學環境與文化建設，先後成立的「鍾理和紀念館」（1983）、「賴和紀念館」、「楊逵紀念館」、「吳濁流紀念館」、鄧雨賢音樂館等，皆有鍾肇政不遺餘力的奔走催生，其發展台灣文學的無私精神令人敬嘆。解嚴之後，則積極參與社會運動，擔任台灣客家公共事務協會創會理事長、台灣筆會會長及客家電台董事長，在內任曾舉辦過台灣文學營、客家夏令營和冬令營，為推廣台灣文學、栽培文學種苗竭心盡力。2003年10月正式開館的台灣文學館，也有鍾肇政與多位文學界、學術界的熱心人士大力奔走，始能順利創設。
　

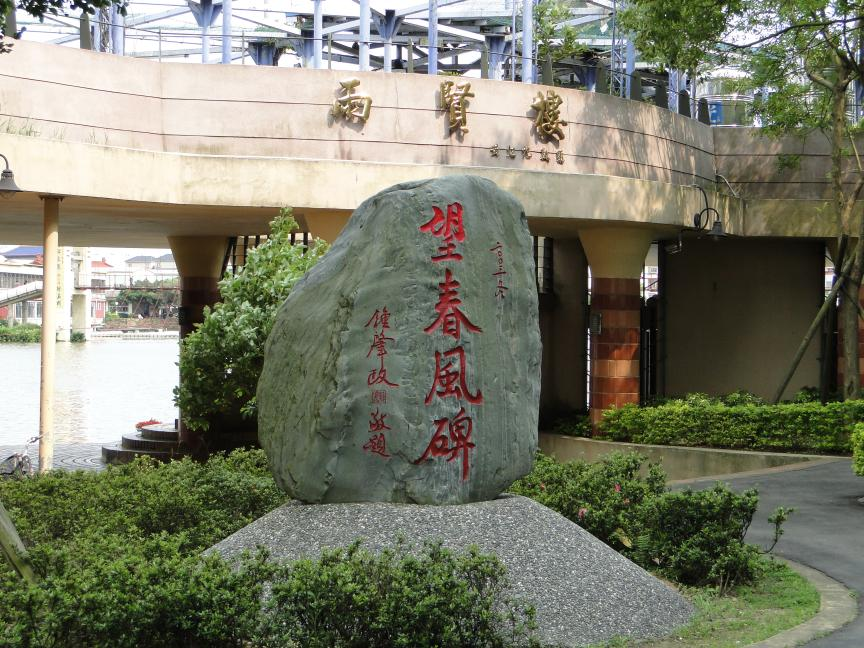
臺灣桃園市龍潭區龍潭大池雨賢樓前的望春風碑，鍾肇政題。

鍾氏本人兼有客閩背景，父親為桃園龍潭客家人，母親為臺北大稻埕福佬人，幼年並曾在台北度過一段福佬人生活。但年長後客家意識崛起，除寫作外並極力爭取客家族群權益，包括「還我母語運動」，以及臺灣客家公共事務協會、寶島客家電台的設立皆與其大力推動有關。

## 榮譽
1966年獲得中國文藝協會頒發的中國文藝獎章小說創作獎，1979年獲得吳三連文藝獎，1986年獲台美基金會成就獎，1992年獲國家文藝特別貢獻獎，1999年獲台灣文學家牛津獎、國家藝術基金會文藝獎，2000年李登輝總統頒贈二等景星勳章，2001年獲中國文藝協會榮譽文藝獎章，2003年及2004年陳水扁總統先後頒發第二屆總統文化獎百合獎、二等卿雲勳章。2015年因長期對社會有貢獻榮獲台灣大學頒發人文藝術類傑出校友獎章。2016年獲第35屆行政院文化獎。獲獎之多，為台灣前輩作家之最，證明了鍾肇政確實是台灣文學界實力最雄厚、創作力最旺盛的偉大文學家。

### 中华民国勋章奖章
- 二等景星勋章（2000年5月2日批准[20]，2000年5月3日于台北总统府颁授[21]）
- 二等卿云勋章（2004年10月15日于台北总统府颁授[22]）
- 一等景星勋章（2020年6月14日追授[6]）

### 褒揚令
2020年6月14日上午，於桃園市龍潭國小舉行追思會，總統蔡英文於會場追頒一等景星勳章及頒贈褒揚令，表彰他一生對客家文化及臺灣文學的崇高貢獻，首先追頒一等景星勳章，由次子鍾延威代表接受；隨後頒贈褒揚令，由次媳蔣絜安代表接受，褒揚令原文為：

總統府前資政、文壇耆宿鍾肇政，智器高華，熙怡沖簡。少歲浸淫古典名家巨著，優游中外藝文雋品，探采淬琢，蹊徑別開。平素埋首操筆，專擅小說迻譯，描繪鄉居生活年景，推闡歷史社會軌跡；執秉戰後跨語言特質，寫映動盪大時代感悟，尤以《濁流三部曲》、《臺灣人三部曲》、《魯冰花》等鴻篇標稱，旨豐慮遠，造懷載實；沾溉沁潤，深植人心，允為本土大河小說先驅，爰有「臺灣文學之母」令譽。嗣慨捐手稿圖書千件，提攜獎掖後進新秀；宣力族群意識福祉，扢揚故里風尚民情，籌思純粹，胸臆自出；志道依仁，翰苑流詠。曾獲頒吳三連文藝獎、國家文藝獎、中國文藝協會文藝獎章、總統文化獎、行政院文化獎暨二等景星、卿雲勳章等殊榮，復獲追贈一等景星勳章，騰茂蜚英，清芬永挹。綜其生平，殫瘁臺灣鄉土文學盛業，纘衍客家文化母語薪傳，賸馥遐緒，世範聿昭。遽聞鶴齡殂殞，悼惜彌殷，應予明令褒揚，用示政府崇禮邦彥之至意。

總　　　統　蔡英文　　　　

行政院院長　蘇貞昌　　　　

## 著作及編譯

### 全集
- 《鍾肇政全集》38冊，桃園縣政府文化局，1999年-2004年。
  - 《濁流三部曲》（1-2）
  - 《臺灣人三部曲》（3-4）
  - 《魯冰花‧八角塔下》（5）
  - 《大壩‧大圳》（6）
  - 《丹心耿耿屬斯人：姜紹祖傳‧馬黑坡風雲‧馬利科彎英雄傳》（7）
  - 《青春行‧望春風》（8）
  - 《高山組曲‧靈潭恨》（9）
  - 《卑南平原‧夕暮大稻埕》（10）
  - 《原鄉人‧怒濤》（11）
  - 《綠色大地‧圳旁人家》（12）
  - 《中短篇小說》（13-16）
  - 《隨筆集》（17-22，32-33）
  - 《書簡集》（23-29，34）
  - 《演講集》（30）
  - 《訪談集‧臺灣客家族群史總論》（31）
  - 《劇本》（35-36）
  - 《年表‧補遺‧演講大綱》（37）
  - 《影像集》（38）

### 小說
- 《濁流》〈長篇〉，中央出版社，1962年5月。
- 《魯冰花》〈長篇〉，明志出版社，1962年6月。
- 《殘照》〈中短篇〉，鴻文出版社，1963年12月。
- 《大壩》〈長篇〉，文壇社，1964年5月。
- 《流雲》〈長篇〉，文壇社，1965年10月。
- 《大圳》〈長篇〉，臺灣省新聞處，1966年11月。
- 《輪迴》〈短篇〉，實踐出版社，1967年5月。
- 《沉淪》〈上、下〉〈長篇〉，蘭開書局，1967年6月。
- 《大肚山風雲》〈中短篇〉，臺灣商務印書館，1967年6月。
- 《中元的構圖》〈中短篇〉，康橋出版社，1968年12月。
- 《江山萬里》〈長篇〉，林白出版社，1969年4月。
- 《馬黑坡風雲》〈長篇〉，臺灣商務印書館，1973年9月。
- 《大龍峒的鳴咽》〈中短篇〉，皇冠出版社，1974年4月。
- 《靈潭恨》〈中短篇〉，皇冠出版社，1974年4月。
- 《綠色大地》〈長篇〉，皇冠出版社，1974年6月。
- 《青春行》〈長篇〉，三信出版社，1974年7月。
- 《插天山之歌》〈長篇〉，志文出版社，1975年5月。
- 《八角塔下》〈長篇〉，文壇社，1975年10月。
- 《滄溟行》〈長篇〉，七燈出版社，1976年10月。
- 《望春風》〈長篇〉，大漢出版社，1977年3月。
- 《鍾肇政傑作選》〈中短篇〉，文華出版社，1979年3月。
- 《濁流三部曲》〈長篇〉，遠景出版社，1979年3月。
- 《馬利科彎英雄傳說》〈長篇〉，照明出版社，1979年4月。
- 《鍾肇政自選集》〈中短篇〉，黎明書局，1979年7月。
- 《台灣人三部曲》〈長篇〉，遠景出版社，1980年6月。
- 《川中島》（高山組曲第一部）〈長篇〉，蘭亭書局，1985年4月。
- 《戰火》（高山組曲第二部）〈長篇〉，蘭亭書局，1985年4月。
- 《卑南平原》〈長篇〉，前衛出版社，1987年3月。
- 《夕幕大稻埕》，派色出版社，1991年。〈未出版〉。
- 《鍾肇政集》，前衛出版社，1991年7月。
- 《怒濤》，前衛出版社，1993年2月。
- 《望春風》，前衛出版社，1997年〈新版〉。
- 《八角塔下》，前衛出版社，1997年〈新版〉。
- 《歌德激情書》，草根出版社，2003年10月。
- 《白翎鷥之歌》，遠流出版公司，2005年7月。

### 論述
- 《世界文壇新作家》，林白出版社，1969年4月。
- 《西洋文學欣賞》，志文出版社，1975年12月。
- 《台灣文學十講》，前衛出版社，2000年11月。
- 《臺灣客家族群史：總論》，臺灣文獻館，2004年。
- 《鍾肇政口述歷史：『戰後台灣文學發展史』十二講》，唐山出版社，2008年。

### 傳記
- 《丹心耿耿屬斯人：姜紹祖傳》〈長篇〉，近代中國出版社，1977年10月。
- 《原鄉人：作家鍾理和的故事》〈長篇〉，文華出版社，1980年7月。
- 《鍾肇政回憶錄（一）：徬徨與掙扎》，前衛出版社，1998年4月。
- 《鍾肇政回憶錄（二）：文壇交遊錄》，前衛出版社，1998年4月。
- 與王世勛合著：《桃園老照片故事3：鍾肇政的文學影像之旅》，桃園縣文化局，2005年7月。

### 書信
- 與東方白合著：《台灣文學兩地書》，前衛出版社，1993年2月。
- 與鍾理和合著：《台灣文學兩鍾書》，前衛出版社，1998年2月。
- 《肝膽相照──鍾肇政．張良澤往返書信集．鍾肇政卷》，前衛出版社，1999年。

### 散文
- 《永恆的露意湖：北美大陸文學之旅》，桃園縣立文化中心，1993年。

### 翻譯作品
- 《寫作與鑑賞》，重光文藝，1958年5月。
- 《砂丘之女》〈長篇小說譯作〉，純文學出版社，1967年5月。
- 《戰後日本短篇小說選》，商務書局，1968年。
- 《金閣寺》〈小說〉，晚蟬書局，1969年12月
- 《金閣寺》〈小說〉，與張良澤合譯，大地出版社，1978年。
- 《水月：川端康成短篇小說選》，文皇出版社，1971年。
- 《太陽與鐵》〈理論〉，林白出版社，1972年。
- 《幽默心理學》〈理論〉，林白出版社，1972年10月。
- 《日本人與猶太人》〈理論〉，林白出版社，1972年3月。
- 《結婚之愛：瑪麗．史托普》，林白出版社，1972年。
- 《名曲的故事》〈音樂〉，志文出版社，1974年4月。
- 《冰壁：井上靖》，三信出版社，1974年。
- 《文明的故事》〈歷史〉，志文出版社，1974年8月。
- 《愛的思想史：精神與性之間的戲劇》，文皇出版社，1975年5月。
- 《夫妻之道》，林白出版社，1975年。
- 《歌德自傳》〈傳記〉，志文出版社，1975年12月。
- 《日本人的衰亡》〈理論〉，志文出版社，1976年。
- 《高中生心理學》，林白出版社，1976年。
- 《史懷哲傳：愛與思索的一生》，志文出版社，1977年。
- 《卡爾曼的故事》，志文出版社。
- 《非洲故事》〈隨筆〉，志文出版社，1977年6月。
- 《希腊神話》〈故事〉，志文出版社，1977年6月。
- 《走出迷庇惑》，文華出版社，1977年。
- 《燃燒的地圖》〈小說〉，遠行出版社，1977年。
- 《箱子裡的男人》〈小說〉，遠景出版社，1979年。
- 《朝鮮的抗日文學》〈理論〉，文華出版社，1979年。
- 《名片的故事》，志文出版社，1979年6月。
- 《西洋文學名著精華》，台灣文藝社，1981年。
- 《阿信》，文經出版社，1984年。
- 《一朵桔梗花》，林白出版社，1985年。
- 《台灣連翹》，南方出版社，1987年。
- 《敦煌》〈導讀〉，久大出版社，1989年。
- 《迷你偵探傑作精選》（一）（二），志文出版社，1989年。
- 《羅蘋的告白》，志文出版社，1989年。
- 《假瘋子兇殺案》，志文出版社，1989年。
- 《三色貓探案》，志文出版社，1989年。
- 《毒海怒濤》，志文出版社，1989年。
- 《污染海域》，志文出版社，1989年。
- 《魔鬼女人》，志文出版社，1989年。
- 《迷幻四重奏》，志文出版社，1987年。
- 《殺人機器的控訴》，1989年。
- 《青春的傍偟》，志文出版社，1991年。
- 《賣馬的女人》，志文出版社，1991年。
- 《週末驚魂》，志文出版社，1991年。
- 《志賀直哉短篇選》，花田出版，1995年。

### 編選作品
- 《本省籍作家作品》〈十冊〉，文壇社，1965年。
- 《台灣省青年作家叢書》〈十冊〉，幼獅書局，1965年。
- 《蘭開文叢》〈十八冊〉，蘭開書局，1968年。
- 《台灣文學獎作品集》，鴻儒堂，1977年。
- 《吳濁流文學獎作品集》，鴻儒堂，1977年。
- 《光復前台灣文學全集》（八冊），遠景出版社，1979年。
- 《名著的故事》五十一篇，志文出版社，1979年。
- 《名曲的故事》，志文出版社，1980年。
- 《名片的故事》，志文出版社，1980年。
- 《世界哲人語精華》，台灣文藝社，1981年。
- 《西洋文學名著精華》，台灣文藝社，1981年。
- 《不滅的詩魂:對談評論集》，台灣文藝社，1981年。
- 《中國古典名著精華》，台灣文藝社，1981年。
- 《台灣文藝小說選》，台灣文藝社，1981年。
- 《台灣文藝滄桑史》，自立晚報出版社，1983年4月6日。
- 《名著中的愛情》，文經出版社，1986年。
- 《關於人生：歌德》，純文學出版社，1988年。
- 《台灣作家全集》，前衛出版社，1990年。
- 《客家台灣文學選》，新地出版社，1994年。

## 家庭
鍾肇政的父親鍾會可，為基督徒第二代，與鍾母吳絨妹育有九女（四位早夭）一男，鍾肇政為家中獨子。
1950年鍾肇政與張九妹結縭，兩人育有二男三女：長女鍾春芳、長子鍾延豪（1953－1985年）、次子鍾延威、次女鍾春芬、三女鍾雪芬育有二孫。次子鍾延威與其前妻蔣絜安育有二孫。

## 外部連結
- 鍾肇政的Facebook頁面 （页面存档备份，存于）
- 大河浩蕩─鍾肇政數位博物館 （页面存档备份，存于）
- 東華大學-台灣文學資料庫
- 台灣客家文學館－鍾肇政 （页面存档备份，存于）
- 鍾肇政專訪、1、2、3，《台灣文藝》1998年8月號
- YouTube上的2015.01.25【台灣演義】台灣文學之母 鍾肇政